# Hongsan-myeon
Hongsan-myeon (koreanska: 홍산면) är en socken i kommunen Buyeo-gun i provinsen Södra Chungcheong i Sydkorea, 150 km söder om huvudstaden Seoul.